# 諾爾斯森林 (加利福尼亞州內華達縣)
諾爾斯森林（英語：Forest Knolls）是位於美國加利福尼亞州內華達縣的一個非建制地區。該地的面積和人口皆未知。

## 地理
諾爾斯森林的座標為39°14′17″N 121°00′16″W / 39.23806°N 121.00444°W，而該地的平均海拔高度為466米（即3169英尺）。